# Strele (Software)
STRELE ist ein Computerprogramm für die Berechnung der Leistungsfähigkeit von Eisenbahnstrecken. Das Programm prognostiziert Wartezeiten, die im Bahnbetrieb zu erwarten sind (Folgeverspätungen). Die ermittelte Wartezeit wird einem Bewertungsmaßstab gegenübergestellt, woraus Aussagen für Zugzahlen bei Premium-, optimaler, risikobehafteter und mangelhafter (frühere Klassifizierung: sehr gut, befriedigend und mangelhaft) Betriebsqualität getroffen werden. Das Schwesterprogramm STRESI erlaubt auf gleicher Datenbasis die Simulation der Trassenvergabe (Fahrplanerstellung) und des Betriebsablaufs auf Eisenbahnstrecken.
Das Programm ist Teil des Programmpaketes SLS, das von der RWTH Aachen für die Deutsche Bundesbahn entwickelt wurde und heute von Schultze + Gast Ingenieure betreut wird. STRELE ist noch heute bei der Deutschen Bahn sowie der Österreichischen Bundesbahn weit verbreitet. Der Name ist eine Abkürzung und steht für „Streckenleistungsfähigkeit“.

## Berechnungsverfahren
Das Programm basiert auf dem in der damaligen Dienstvorschrift 405 der Deutschen Bundesbahn (jetzt Richtlinie R 405 der Deutschen Bahn) enthaltenen Verfahren, das in der Dissertation von W. Schwanhäußer entwickelt wurde. Zusätzlich zu diesem Mittelwertverfahren steht das ebenfalls von Schwanhäußer entwickelte Zugfolgefall-basierte Verfahren zur Verfügung.

### Berechnung der Wartezeit
Zur Berechnung der Wartezeit werden die Methoden der Bedienungstheorie verwendet. Jeder Zugfolgeabschnitt wird dabei als ein einkanaliges Bediensystem betrachtet, in dem sich nur jeweils ein Zug befinden kann. Vor der Strecke befindet sich ein Warteraum mit unendlicher Kapazität, der das gesamte restliche Bahnnetz darstellt. Eine Strecke mit mehreren Blockabschnitten ist dann die reihenförmige Anordnung einkanaliger Bedienstellen. Sind diese Bedienstellen belegt, so entstehen Wartezeiten.
Eingangsgröße für das Verfahren ist eine Tabelle von Mindestzugfolgezeiten aller Zugtypen sowie die Zugzahlen der Zugtypen. Die Tabelle der Mindestzugfolgezeiten enthält für jede Kombination von Zugtypen den zeitlichen Mindestabstand zwischen zwei Zugfahrten. Sie wird vom Programm anhand der Strecken- und Zugdaten berechnet.

### Berechnung des Bewertungsmaßstabes
Der den Wartezeiten gegenübergestellte Bewertungsmaßstab ist die zulässige Wartezeit. Diese wird für einen betrachteten Zeitraum fest vorgegeben und ist ausschließlich von dem Anteil der Reisezüge abhängig. So wird berücksichtigt, dass Reisende wesentlich empfindlicher auf Verspätungen reagieren als Güterkunden.
Die Vorgabe einer festen Größe an zulässiger Wartezeit bedeutet, dass mit höheren Zugzahlen geringere Wartezeiten je Zug akzeptiert werden, um eine insgesamt befriedigende (nach neuer DB-Sprachregelung wirtschaftlich optimale) Betriebsqualität zu erreichen. Die Größe des Bewertungsmaßstabes wurde in den 70er Jahren durch W. Schwanhäußer u. a. durch Befragung von Fahrdienstleitern und Disponenten ermittelt.

## Vorteile
- Das Verfahren benötigt keinen konkreten Fahrplan. Die Vorgabe von Zugzahlen genügt, um Aussagen über die Leistungsfähigkeit von Strecken zu erhalten. Somit eignet sich das Verfahren sehr gut für längerfristige Prognosen, wenn noch kein genauer Fahrplan bekannt ist.

- Aufgrund der Unabhängigkeit von konkreten Fahrplänen sind die Ergebnisse allgemeingültiger als Berechnungen, die auf einem konkreten Betriebsprogramm basieren.

- Das Programm liefert relativ schnell Ergebnisse.

## Nachteile
- Das Programm betrachtet die Strecke als isoliertes System, Einflüsse und Wechselwirkungen mit anderen Teilen des Streckennetzes werden vernachlässigt.

- Da der Berechnung nur Zugzahlen zugrunde liegen, ist das Programm nicht geeignet, um die Machbarkeit eines bestimmten Fahrplanes zu überprüfen

## Alternativen
- STRELE ist nur im deutschsprachigen Raum verbreitet. Ein anderes Verfahren ist die Berechnung des Belegungsgrades, um abzuschätzen, wie gut eine Bahnanlage ausgelastet ist. Dieses Verfahren war vor Einführung von STRELE das Standardverfahren in Deutschland.

- Die UIC empfiehlt in ihrem Merkblatt 406 ein auf der Belegungsgradrechnung aufbauendes Verfahren.

- Um konkrete Fahrpläne und Netzzusammenhänge zu untersuchen, wird der Bahnbetrieb mit Simulationsprogrammen unter Berücksichtigung von Verspätungen nachgespielt und die entstandenen Folgeverspätungen ausgewertet.